# Лепонтинские Альпы
Лепонтинские Альпы — горы, часть Западных Альп на территории Швейцарии (кантоны Вале, Тичино и Граубюнден) и Италии (Пьемонт).
Лепонтинские Альпы отделены от Бернских Альп (на северо-западе) долиной реки Рона, перевалами Фурка и Сен-Готард, от Пеннинских Альп (на юго-западе) — перевалом Симплон, от Гларнских Альп (на севере) — долиной Переднего Рейна и перевалом Оберальп, от хребта Оберхальбштайн в Восточных Альпах — перевалом Шплюген.
Район к западу от Сен-Готарда называют также Тичинские Альпы, к востоку — Адула.
Наивысшая точка — гора Монте-Леоне (3552 м).
Название Лепонтинских Альп происходит от древнего народа лепонтийцев, населявшего этот район.